# Sunisa Lee
Sunisa "Suni" Lee (Saint Paul, Minnesota, 9 de març de 2003) és una gimnasta artística estatunidenca. És la campiona olímpica de 2020 del concurs complet individual i medallista de bronze en barres asimètriques. Va ser membre dels equips que van guanyar l'or al Campionat del Món de 2019 i la plata als Jocs Olímpics d'Estiu de 2020. Lee ha estat sis vegades membre de l'equip nacional de gimnàstica femení dels Estats Units i és la primera olímpica Hmong-americana, i la primera dona asiàtica-americana a guanyar el títol olímpic en l'exercici complet individual el 2020. Amb nou medalles olímpiques en campionats del món i Jocs Olímpics, és la setena gimnasta estatunidenca més condecorada.

## Vida personal
Sunisa Lee va néixer Sunisa Phabsomhou el 9 de març de 2003, a Saint Paul, Minnesota, de Yeev Thoj, un treballador sanitari. Lee és d'ascendència hmong, i la seva mare, una refugiada, va emigrar als Estats Units des de Laos quan era petita. Lee va ser criada pel company de llarga durada de la seva mare, John Lee, des dels dos anys. Lee considera a John com el seu pare, i ella va començar a utilitzar el seu cognom professionalment quan era adolescent. Té tres germanastres, Evionn, Lucky i Noah, a través de la relació de la seva mare amb Lee, i Lee va tenir dos fills, Jonah i Shyenne, d'una relació anterior. Evionn també va competir en gimnàstica artística a nivell regional.
L'interès de Lee per la gimnàstica es va despertar inicialment als sis anys després de veure imatges de Nastia Liukin i Shawn Johnson a YouTube, i el seu pare li va construir una barra d'equilibri a partir d'un matalàs. Quan Lee més tard va començar a fer backflips a l'aire lliure, els seus pares van tenir clar que necessitava un lloc més segur on perfeccionar les seves habilitats. La van apuntar al Midwest Gymnastics Center de Little Canada, Minnesota, un suburbi de St. Paul, on va començar a entrenar sota la tutela de l'entrenador Punnarith Koy. L'any següent, Lee va començar a competir i va guanyar la prova general en una trobada estatal, la segona trobada de la seva carrera. Als vuit anys, va pujar tres nivells. Es va qualificar per a l'elit amb 11 anys. De sis a 12 anys, Lee va ser entrenada per Punnarith Koy a Midwest Gymnastics. Després se'n va fer càrrec Jess Graba.
Lee va anar a Battle Creek Elementary a St. Paul. Més tard va assistir a South St. Paul Secondary i va rebre el seu diploma de secundària el juny de 2021. Es va matricular a l'Auburn University l'agost de 2021 en màrqueting empresarial, però va marxar després del segon any per tornar a la gimnàstica d'elit amb la mirada posada en els Jocs Olímpics d'estiu de 2024 a París.
L'agost de 2019, pocs dies abans que Lee competís en el seu primer campionat nacional sènior de gimnàstica dels EUA, el seu pare va caure d'una escala mentre ajudava a un amic, deixant-lo paralitzat de cintura cap avall. L'any següent, la tieta i l'oncle de Lee van morir de COVID-19. Quan va parlar d'aquestes tragèdies, Lee va dir: "Sóc més dura per això".
En 2021, Lee es va incloure en la llista anual Time 100 de la revista Time de les 100 persones més influents en el món.
El novembre de 2021, va dir que va ser ruixada amb pebre en un incident racial mentre estava a Los Angeles per la seva estada a Dancing with the Stars.

## Carrera de gimnàstica

### Júnior

#### 2015–2017
Lee va competir a la divisió Hopes el 2015 i es va convertir en una elit júnior el 2016. Va fer el seu debut d'elit juvenil a l'U.S. Classic de 2016.
El 2017, va formar part de l'equip nacional júnior i va debutar internacionalment a la Gymnix International Junior Cup, on els Estats Units van guanyar la medalla d'or a la prova per equips i Lee va guanyar la medalla de plata en barres asimètriques.
El maig de 2017, Lee va anunciar el seu compromís verbal amb la Universitat d'Auburn amb una beca de gimnàstica.

#### 2018
Lee va ser inclosa a l'equip per competir al Campionat Pacific Rim 2018 on va guanyar la medalla d'or amb l'equip estatunidenc a la final per equips i va guanyar la medalla de plata al salt, la barra d'equilibri i l'exercici de terra. Va acabar 4a en el concurs complet individual. Al mes següent, una lesió al turmell va obligar a Lee a retirar-se del Campionat Panamericà Júnior a Buenos Aires, Argentina.
El 28 de juliol, Lee va competir a l'U.S. Classic de 2018 on va acabar cinquena en el concurs complet. Va guanyar la medalla d'or a la barra d'equilibri tot i no fer un desmuntatge. Lee va competir a l'agost al Campionat Nacional dels Estats Units de 2018 a Boston com una de les favorites per al títol nacional juvenil juntament amb Leanne Wong, Jordan Bowers i Kayla DiCello. Va guanyar la medalla de bronze en el concurs complet darrere de Wong i DiCello i va guanyar la medalla d'or a les barres asimètriques.

### Senior

#### 2019
Al febrer, USA Gymnastics va anunciar que Lee faria el seu debut sènior al Trofeu Cuiaty de Jesolo 2019, on va guanyar la medalla d'or en el concurs complet i va ajudar els Estats Units a guanyar la medalla d'or a la final per equips. També va guanyar la medalla d'or en barres i terra, així com la medalla de bronze en barra darrere de la campiona del món vigent Liu Tingting de la Xina i la seva companya d'equip Emma Malabuyo.
El mes següent, Lee es va lesionar el turmell, i al juny, va patir una fractura del cabell a la tíbia esquerra mentre practicava un desmuntatge de la biga d'equilibri.
Més tard aquell mes, Lee va competir a l'American Classic només en asimètriques i barra. Va quedar segona a barra i la cinquena a les asimètriques després de caure dues vegades. Després de la conclusió de l'American Classic, Lee va ser nomenat com una de les vuit atletes considerades perquè l'equip competís als Jocs Panamericans de 2019 juntament amb Skye Blakely, Kara Eaker, Aleah Finnegan, Morgan Hurd, Shilese Jones, Riley McCusker, i Leanne Wong.
Al GK US Classic de 2019, Lee va optar per competir només en asimètriques i barra, on va quedar segona i va empatar en vuitè lloc, respectivament. No va ser nomenada a l'equip pels Jocs Panamericans.
Al Campionat Nacional dels Estats Units de 2019, Lee va competir en els quatre esdeveniments el primer dia de competició i va ocupar el segon lloc en el concurs complet darrere de Simone Biles i en el primer lloc en barres asimètriques. En el segon dia de competició, va continuar fent rutines netes i va acabar guanyant la medalla de plata en el concurs complet darrere de Biles. També va guanyar la medalla d'or a les barres asimètriques per davant de Morgan Hurd i Biles, es va col·locar quarta a la barra darrere de Biles, Kara Eaker i Leanne Wong, i va guanyar la medalla de bronze a terra darrere de Biles i Jade Carey. Com a resultat, va ser nomenada membre de la selecció nacional.
Al setembre, Lee va competir a les proves del Campionat del Món dels Estats Units, on va quedar segona al concurs complet darrere de Simone Biles, perdent només per 0,350 punts. L'endemà va ser nomenada a l'equip per competir al Campionat del Món de 2019 a Stuttgart al costat de Biles, Kara Eaker, MyKayla Skinner, Jade Carey i Grace McCallum. Va ser l'única sènior de primer any nomenada a l'equip i l'únic membre de l'equip sense experiència prèvia al Campionat del Món.
Durant la ronda de classificació al Campionat del Món, Lee va ajudar els Estats Units a classificar-se per a la final per equips en primer lloc, més de cinc punts per davant de la Xina, que va quedar segona. Individualment, Lee es va classificar per a la final del concurs complet en segon lloc darrere de la seva companya d'equip Biles malgrat una caiguda a la barra d'equilibri. També es va classificar en segon lloc darrere de Biles per a la final de l'exercici de terra, superant la seva companya d'equip Carey en un desempat, i per a la final de barres asimètriques en tercer lloc darrere de la campiona del món Nina Derwael de Bèlgica i la campiona del món de 2015 Daria Spiridonova de Rússia. Fins i tot amb la caiguda a la barra, Lee s'hauria classificat com a reserva per a la final de la barra d'equilibri, però va ser exclosa per la regla de dos per país, ja que Biles i Eaker s'havien classificat ambdues en posicions més altes.
A la final per equips del Campionat del Món, Lee va competir en barres asimètriques, barra d'equilibri i exercici de terra i va ajudar els Estats Units a guanyar la medalla d'or per davant de Rússia i Itàlia. Tot i que va tornar a caure en barra d'equilibri, la seva puntuació en barres asimètriques (14,733) va ser la tercera més alta del dia, igual que la seva puntuació a l'exercici de terra (14,233). A la final, Lee va acabar en vuitena posició després d'una caiguda inusual a les barres asimètriques. A la final de barres asimètriques, Lee va realitzar una rutina neta i va obtenir una puntuació de 14.800, guanyant la medalla de bronze darrere de Derwael i Becky Downie. L'endemà, va competir a la final de terra i va guanyar la medalla de plata darrere de Biles.

#### 2020
A finals de gener, es va anunciar que Lee competiria a la Copa del Món d'Stuttgart que tindrà lloc al març. La Copa del Món d'Stuttgart es va cancel·lar més tard a causa de la pandèmia de la COVID-19 a Alemanya.
Més tard aquell any, Lee va passar dos mesos recuperant-se d'un os trencat al peu esquerre, així com dos mesos recuperant-se d'una lesió al tendó d'Aquil·les. Lee no va competir durant la resta de la temporada a causa de la pandèmia. Al novembre, Lee va signar la seva National Letter of Intent amb la Universitat Auburn.

#### 2021

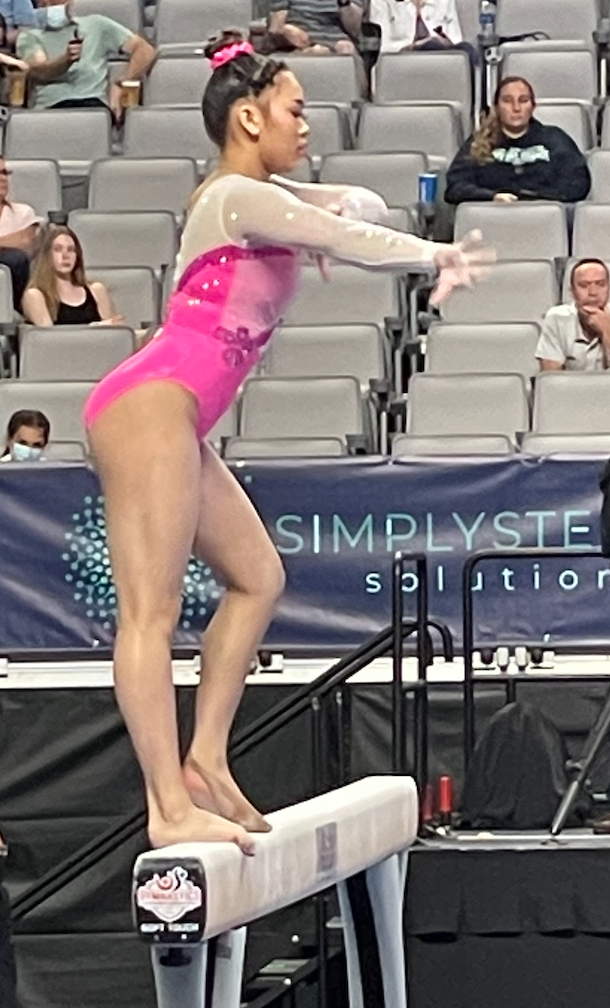
Lee al Campionat Nacional de 2021

Al febrer, Lee va tornar a la competició a la Copa d'hivern de 2021, on va competir en asimètriques i barra. Va ocupar la primera posició a les asimètriques i la tercera a la barra, darrere de Skye Blakely i Jordan Chiles, tot i que va utilitzar un desmuntatge amb una puntuació relativament baixa. A l'abril, Lee va competir a l'American Classic a terra, barres asimètriques i barra d'equilibri, col·locant-se primera en els dos últims amb puntuacions de 15.200 i 14.550. Es va col·locar en cinquè lloc al pis terra i utilitzar una rutina senzilla per a dues de les seves diagonals. Al maig, Lee va competir a l'U.S. Classic a les barres asimètriques i la barra d'equilibri. Va caure en ambdues i va quedar desena i vuitena, respectivament. Lee va ser una de les cinc gimnastes que van aparèixer a la sèrie documental de Peacock Golden: The Journey of USA's Elite Gymnasts.
Al juny, Lee va competir al Campionat Nacional de 2021. Durant el primer dia de competició, Lee va executar una rutina de barres asimètriques de 6,8 de dificultat, amb una puntuació de 15,3. Lee va acabar la competició en segon lloc en el concurs complet per darrere de Simone Biles, primera a les barres asimètriques i segona a la barra d'equilibri. Això la va qualificar per competir als Trials per decidir l'equip dels Estats Units pels Jocs Olímpics.
En la primera nit de la prova olímpica, Lee va realitzar les quatre rutines, amb una puntuació de barres asimètriques de 15.300, i va acabar la nit en segon lloc darrere de Biles. A la segona nit de la competició, va puntuar un total de 58,166, superior als 57,533 de Biles. Aquesta va ser l'única tercera vegada en la carrera sènior de Biles i la primera des del 2013, en que algú més va obtenir una puntuació total més alta en un dia. No obstant això, la puntuació combinada de dos dies de Lee va ser inferior a la de Biles i va acabar la competició en segon lloc, classificant-se automàticament per a l'equip olímpic al costat de Biles. També van ser nomenats a l'equip Jordan Chiles i Grace McCallum.

##### Jocs Olímpics 2020
Als Jocs Olímpics, Lee va fer la prova general durant les classificacions i va ajudar els EUA a classificar-se per a la final per equips en segon lloc darrere del Comitè Olímpic Rus. Va aconseguir les quatre rutines i va acabar en tercera posició de la general darrere de Simone Biles i Rebeca Andrade i va classificar-se per a la final. A més, va classificar-se per a la final de barres asimètriques en segon lloc darrere de Nina Derwael i per a la final de barra d'equilibri en tercer lloc darrere de Guan Chenchen i Tang Xijing.
Durant la final per equips, Lee anava a competir inicialment només en barres asimètriques i barra d'equilibri. Tanmateix, Biles es va retirar de la competició després de la primera rotació i Lee la va substituir a l'exercici de terra. Va assolir les tres rutines, inclosa la seva rutina en barres asimètriques que va obtenir 15.400 (empatant la nota més alta de la competició en qualsevol esdeveniment) i va ajudar els Estats Units a quedar segon darrere del Comitè Olímpic Rus.
Durant la final, Lee va tenir èxit en les seves quatre rutines per guanyar la medalla d'or en el concurs complet, superant la brasilera Rebeca Andrade i Anguelina Mélnikova de ROC. Es va convertir així en la sisena campiona estatunidenca a l'esdeveniment després de Mary Lou Retton, Carly Patterson, Nastia Liukin, Gabby Douglas i Simone Biles, i la primera dona asiàtica-americana a guanyar el títol olímpic en l'exercici complet individual, i en la primera campiona asiàtica de qualsevol nacionalitat.
Durant la final de les barres asimètriques, Lee va ser la primera en competir. De manera inusual, no va poder connectar diversos elements i va obtenir un 14.500; malgrat això, va guanyar la medalla de bronze. En la final de la barra d'equilibri, Lee va quedar cinquena amb una puntuació de 13.866.
En honor al seu històric èxit olímpic, el governador de Minnesota, Tim Walz, així com l'alcalde de St. Paul, Melvin Carter, van declarar el divendres 30 de juliol de 2021 com el "Dia de Sunisa Lee". A l'octubre, Lee va ser un dels destinataris del premi Asia Game Changer per "competir amb gràcia sota pressió i fer història olímpica".

#### 2023
Lee va emetre un comunicat a finals de 2022 en què va revelar els seus plans per deixar la gimnàstica universitària i tornar a l'elit després del segon any. Va tornar al U.S. Classic de 2023 a principis d'agost de 2023 on es va classificar per al campionats dels Estats Units obtenint 14.500 a la barra d'equilibri i 13.500 al salt. Unes setmanes més tard, Lee va competir al salt i la barra d'equilibri al Campionats dels EUA de 2023 a San Jose i va guanyar el bronze a la barra.
Lee va ser convidada a assistir al camp de selecció d'equips per als Campionat del Món i els Jocs Panamericans, però va decidir no participar-hi, citant problemes de salut relacionats amb el ronyó.

#### 2024

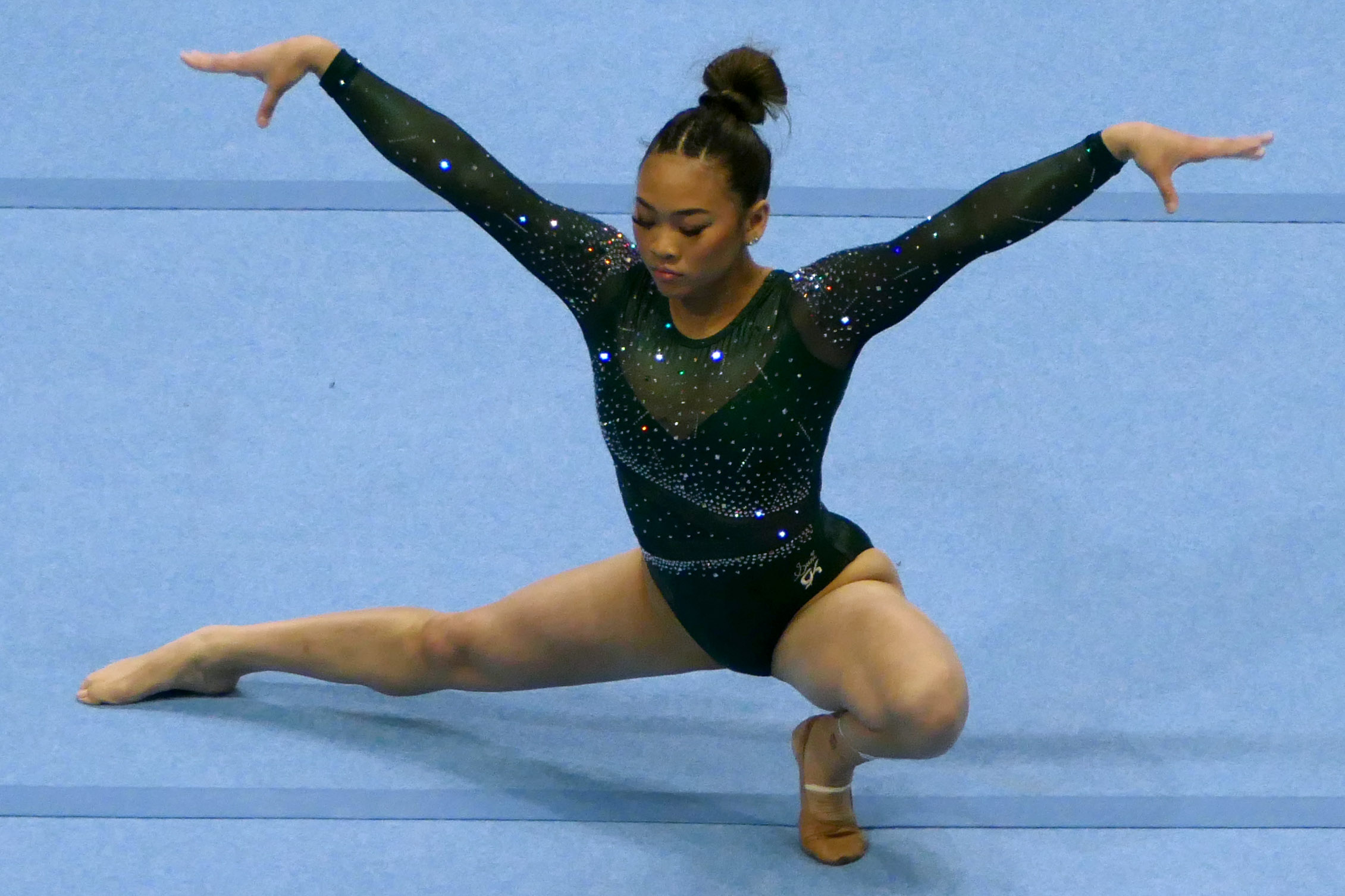
Lee competint a terra a la Core Hydration Classic de 2024

Lee va començar la temporada 2024 competint a la Copa d'hivern 2024 on va tenir actuacions accidentades a les barres asimètriques i la barra d'equilibri. A continuació, va competir a l'American Classic on es va col·locar primera a la barra d'equilibri. A la Core Hydration Classic, Lee va competir en l'exercici de terra per primera vegada des dels Jocs Olímpics de Tòquio, i es va col·locar primera a la barra d'equilibri. Al Campionat Xfinity US, va competir amb rutines més senzilles i va tenir una caiguda al salt, però va acabar quarta i va guanyar una medalla de plata a la barra. Va ser nomenada a l'equip nacional i convidada a competir a la prova olímpica.
Als Olympic trials Lee va ocupar el segon lloc a la prova general, primera en barres asimètriques, cinquena en barra d'equilibri i setena en l'exercici de terra. Com a resultat, va ser seleccionada per representar els Estats Units als Jocs Olímpics d'estiu de 2024 al costat de Simone Biles, Jade Carey, Jordan Chiles i Hezly Rivera.
Lee va començar la seva participació als Jocs Olímpics competint als quatre aparells a la ronda de qualificació. Va acabar el dia tercera en conjunt i classificant-se per l'exercici complet individual. També es va classificar per a les finals dels aparells de barres asimètriques i barra d'equilibri. En la final per equips, Lee va contribuir en barres asimàtriques, barra d'equilibri i exercici de terra per ajudar l'equip a acabar en primera posició, la quarta medalla d'or per l'equip nacional de gimnàstica femenina dels Estats Units. A la final de l'exercici complet individual, Lee va guanyar la medalla de bronze, convertint-se en la primera campiona olímpica des de Nadia Comăneci el 1980 en conseguir una medalla a l'esdeveniment en els següents Jocs Olímpics. A la final de barres asimètriques, va obtenir una puntuació de 14.800 per guanyar la medalla de bronze darrere de la primera campiona africana Kaylia Nemour i la xinesa Qiu Qiyuan, que ja l'havien superat a la ronda de qualificació. A la final de barra d'equilibri, va caure i va obtenir una puntuació de 13.100, acabant la final en sisena posició.

## Historial competitiu

### Júnior
| Any  | Esdeveniment                         | Equip | CCI | Salt | BA | BE | Terra |
| ---- | ------------------------------------ | ----- | --- | ---- | -- | -- | ----- |
| 2015 | Hopes Championships                  |       | 1   | 6    | 2  | 2  |       |
| 2016 | U.S. Classic                         |       | 16  | 34   | 22 | 15 | 6     |
| 2016 | Campionat Nacional P&G               |       | 10  | 23   | 10 | 20 | 5     |
| 2017 | Gimnix Internacional                 | 1     |     |      | 2  |    |       |
| 2017 | U.S. Classic                         |       |     |      | 10 | 4  |       |
| 2017 | Campionat Nacional P&G               |       | 8   | 17   | 6  | 11 | 5     |
| 2018 | Campionat Pacific Rim                | 1     |     | 2    |    | 2  | 2     |
| 2018 | U.S. Classic                         |       | 5   | 24   | 3  | 1  | 25    |
| 2018 | Campionat Nacional dels Estats Units |       | 3   | 6    | 1  | 2  | 5     |

### Senior
| Any           | Esdeveniment                         | Equip | CCI | Salt | BA | BE | Terra |
| ------------- | ------------------------------------ | ----- | --- | ---- | -- | -- | ----- |
| 2019          | Trofeu Ciutat de Jesolo              | 1     | 1   |      | 1  | 3  | 1     |
| 2019          | American Classic                     |       |     |      | 5  | 2  |       |
| 2019          | U.S. Classic                         |       |     |      | 2  | 8  |       |
| 2019          | Campionat Nacional dels Estats Units |       | 2   |      | 1  | 4  | 3     |
| 2019          | Selecció pel Campionat del Món       |       | 2   | 6    | 1  | 2  | 2     |
| 2019          | Campionat del Món                    | 1     | 8   |      | 3  |    | 2     |
| 2021          | Copa d'hivern                        |       |     |      | 1  | 3  |       |
| 2021          | American Classic                     |       |     |      | 1  | 1  | 5     |
| 2021          | U.S. Classic                         |       |     |      | 10 | 8  |       |
| 2021          | Campionat Nacional dels Estats Units |       | 2   |      | 1  | 2  | 5     |
| 2021          | Trials Olímpics                      |       | 2   |      | 1  | 1  | 9     |
| 2021          | Jocs Olímpics                        | 2     | 1   |      | 3  | 5  |       |
| 2023          | U.S. Classic                         |       |     |      |    | 2  |       |
| 2023          | Campionat Nacional dels Estats Units |       |     |      |    | 3  |       |
| 2024          | Copa d'Hivern                        |       |     |      | 26 | 13 |       |
| 2024          | American Classic                     |       |     | 11   |    | 1  |       |
| 2024          | U.S. Classic                         |       |     |      |    | 1  | 17    |
| 2024          | Campionat Nacional dels Estats Units |       | 4   |      | 4  | 2  | 10    |
| 2024          | Trials Olímpics                      |       | 2   |      | 1  | 5  | 7     |
| Jocs Olímpics | Plantilla:Or2                        | 3     |     | 3    | 6  |    |       |

## Filmografia
| Any  | Títol                                                   | Rol          | Notes                         |
| ---- | ------------------------------------------------------- | ------------ | ----------------------------- |
| 2020 | Defying Gravity: The Untold Story of Women's Gymnastics | Ella mateixa | Docuseries de YouTube         |
| 2021 | Golden: The Journey of USA's Elite Gymnasts             | Ella mateixa | Docuseries Peacock            |
| 2021 | Dancing with the Stars                                  | Ella mateixa | Concursant de la temporada 30 |